# 佐野誠
佐野 誠（さの まこと）は、日本の脚本家。

## 略歴
本名：佐野 誠治（さの せいじ）。福岡県福岡市出身。福岡大学商学部貿易学科卒業。
大学卒業後、福岡でイベント会社のディレクターとしてSPイベントを主に制作。
1999年、会社を辞めてバックパッカーとして世界一周。
帰国後上京し、映画製作を志す。

## シナリオ略歴
1999年　　「メッセンジャー」（草彅剛・飯島直子）制作進行
2000年　　「WASABI」（ジャン・レノ・広末涼子）制作進行
2000年　　「プラトニックセックス」（加賀美早紀・オダギリジョー）制作進行
2007年　　「商工にっぽん」の付録小説「仕事大好き文庫」シリーズを3冊執筆
2007年～　漫画「実話ナックルズ」にてJOHNNY田中のペンネームで、実録読み切り漫画の原作シナリオを執筆
　　　　　　（刑務所の怪談・警察の正体・ニューハーフ受刑者・暴力団実録など）
2011年　　俳優事務所MEG主催の舞台「STEP」・「JUMP」シナリオ執筆
2013年　　SDP製作「ゆるせない　逢いたい」（柳楽優弥・吉倉あおい）に企画会議から参加（企画協力としてクレジット）
2017年　　映画［トモシビ～銚子電鉄６．４㎞の軌跡～］（松風理咲・有野晋哉・富田靖子）脚本執筆
　　　　　　　テレビ東京2h「検証捜査」(仲村トオル・栗山千明)プロット作成
2018年　　映画「文福茶釜」（駿河太郎・小芝風花）脚本執筆
2019年　　ABC制作ショートドラマ「青空ふたたび」（田辺桃子）脚本執筆
2020年　　渋谷パルコこけら落とし公演「志の輔らくご」ブレーンとして紹介
2023年　　ルーエプロジェクト公演　朗読劇［渋沢栄一翁ゆかりの青い目の人形物語］脚本執筆